# 冷間等方圧加圧
冷間等方圧加圧（れいかんとうほうあつかあつ、cold isostatic pressing）とは、水などを圧力媒体として 100 MPa やそれ以上の圧力を粉体製品に等方的に加圧する方法である。CIPやラバープレスともいう。
高圧力を均等にかけ、粉体を強く締め固めることができるため、セラミックや粉末冶金の製法に良く使われる。粉体製品をゴム等の皮膜にくるんで圧媒に沈めて加圧する湿式法と、ゴム型を有した圧力容器に粉を入れて加圧する乾式法がある。